# Blind (Korn)
Blind è un singolo del gruppo musicale statunitense Korn, pubblicato nell'agosto 1994 come primo estratto dal primo album in studio Korn.

## Descrizione
La prima versione di questa canzone fu registrata nel demo Neidermeyer's Mind del 1993. Ci sono alcune differenze tra le due versioni: la prima presenta un carattere più rivolto all'heavy metal, mentre la seconda versione presenta un approccio più "amichevole". Il testo del brano parla dei problemi avuti dal cantante Jonathan Davis con la droga; il frontman scrisse il testo mentre si trovava nei SexArt, assieme al chitarrista Ryan Shuck, e il fatto che i Korn la usarono nel loro album senza crediti ai SexArt causò qualche problema dal punto di vista legale.

## Tracce
CD promozionale (Australia, Europa, Stati Uniti)
1. Blind – 4:18

10" (Regno Unito)
- Lato A

1. Blind (Album Version) – 4:19

- Lato B

1. Fake (Album Version) – 4:50
2. Sean Olson (Previously Unreleased) – 4:45

## Cover
Una cover del brano è stata realizzata dai Breaking Benjamin il 3 maggio 2008 al Cruzan Amphitheatre di West Palm Beach.

## Formazione
Gruppo
- Jonathan Davis – voce, cornamusa, cori
- Fieldy – basso, cori
- J. Munky Shaffer – chitarra, cori
- Brian – chitarra, voce, cori
- David – batteria, cori

Produzione
- Ross Robinson – produzione, registrazione, missaggio
- Larry Weintraub – produzione esecutiva
- Chuck Johnson – ingegneria, missaggio
- Eddy Schreyer – mastering